# Pika du Gaoligong
Ochotona gaoligongensis
Espèce
Statut de conservation UICN

 DD  : Données insuffisantes
Le pika du Gaoligong (Ochotona gaoligongensis) est une espèce de la famille des Ochotonidae. C'est un pika, petit mammifère de l’ordre des lagomorphes.

## Distribution
Cette espèce se rencontre vers 3 000 m d'altitude dans les monts Gaoligong (en) au Yunnan en Chine

## Publication originale
- Wang, Gong & Duan, 1988 : A new species of Ochotona (Ochotonidae,Lagomorpha)from Gaoligong Mts northwest Yunnan. Zoological Research, vol. 9, n. 2, p. 201-207.